# Pakintelan
Pakintelan is een bestuurslaag in het regentschap Semarang van de provincie Midden-Java, Indonesië. Pakintelan telt 4446 inwoners (volkstelling 2010).